# Riciclaggio del vetro

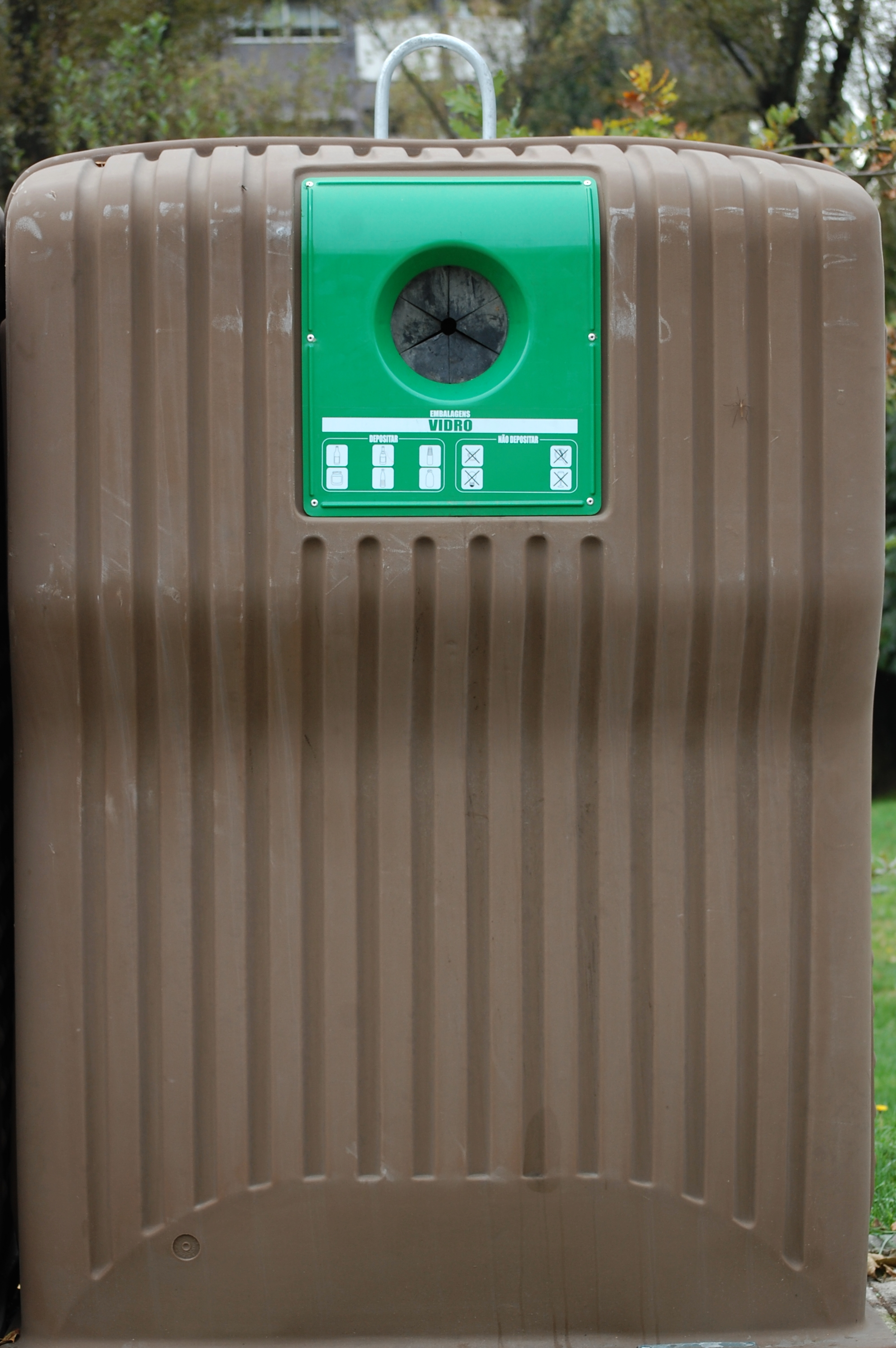
Un contenitore utilizzato per la raccolta del vetro da riciclare

Il riciclaggio del vetro (o riciclo del vetro) è un settore del riciclaggio dei rifiuti, e consiste in un insieme di operazioni che vengono svolte sui rifiuti composti da vetro per ottenere nuovo materiale da reimmettere nei processi produttivi.

## Storia
La possibilità di ottenere nuovi oggetti in vetro fondendo rottami di vetro invece che a partire da materie prime vergini è nota sin dai tempi antichi. Almeno dal II secolo d.C i Romani si erano resi conto che la fusione dei frammenti di vetro avveniva a temperature più basse rispetto a quelle necessarie e fondere le materie prime permettendo quindi un risparmio di combustibile. Nel 1986 nei fondali del Mare Adriatico al largo di Grado è stato ritrovato il relitto dell'imbarcazione romana Julia Felix, contenente fra le altre cose anche dei rottami di vetro presumibilmente destinati a tale scopo.
Tradizionalmente i contenitori in vetro erano perlopiù destinati al riutilizzo (vuoto a rendere) e venivano gettati solo se rotti. Negli ultimi decenni del '900, con la diffusione del vuoto a perdere, emerge la necessità di organizzare su vasta scala il riciclo del vetro, al fine di risparmiare materie prime e di ridurre la quantità di rifiuti da conferire in discarica. In Italia, il riciclaggio dei contenitori in vetro è stato imposto con la legge n. 475 del 1988, che istituì i "Consorzi nazionali obbligatori per il riciclaggio dei contenitori od imballaggi per liquidi in vetro, metallo e plastica". Il successivo D.lgs. n. 22 del 1997 costituì il Co.Re.Ve. (Consorzio Recupero Vetro), tuttora esistente e inserito nel sistema Conai.

## Rifiuti

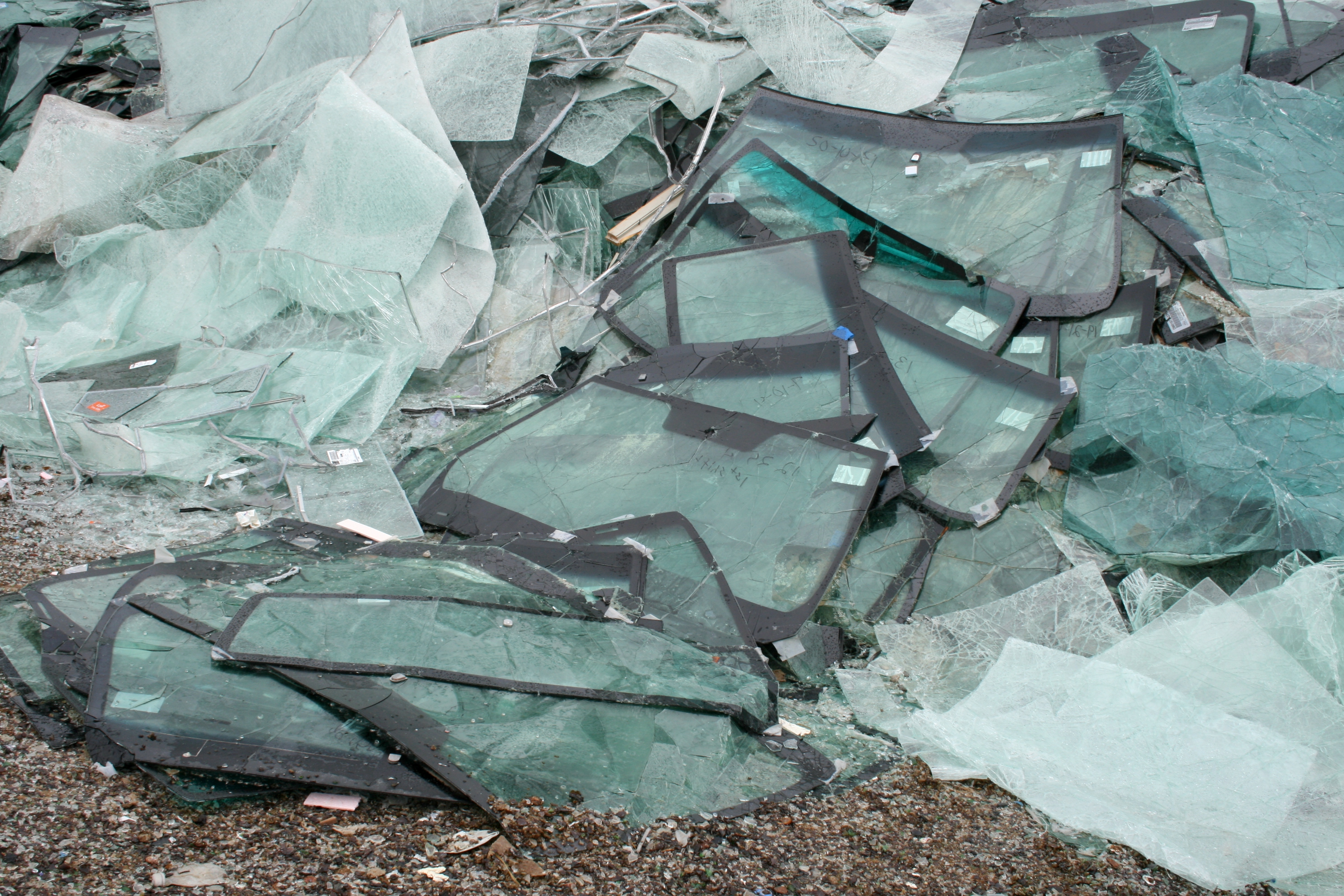
Parabrezza danneggiati destinati al riciclo.

I rifiuti hanno origine industriale, urbana o di altra natura.
Tra i rifiuti industriali in vetro, suscettibili di riciclaggio, hanno una particolare collocazione gli scarti di produzione, cioè quei prodotti in vetro (o loro frammenti) che non sono giudicati idonei alla distribuzione e sono generalmente riciclati nella sede stessa che li ha prodotti. La loro qualificazione davanti alla legge è molto diversa dalle altre tipologie.
I rifiuti urbani in vetro (principalmente imballaggi) vengono normalmente separati dagli altri rifiuti solidi urbani mediante la raccolta differenziata del vetro, cioè vengono conferiti in apposite campane o cassonetti dai cittadini e dalle attività commerciali e di ristorazione, o ritirati attraverso appositi servizi di raccolta porta a porta.
I rifiuti in vetro ingombranti, come lastre di vetro e damigiane, devono essere conferiti presso le isole ecologiche.
I rifiuti in vetro di origine ospedaliera sono soggetti a particolari limitazioni e verifiche, perché potrebbero essere soggetti a contaminazione chimica o biologica ed essere quindi da classificare come rifiuti pericolosi.

### Cosa conferire nel vetro
- Bottiglie
- Fiaschi di piccole dimensioni e senza paglia
- Vasetti e barattoli
- Fialette
- Boccette di profumo
- Deodoranti in vetro

Cosa NON conferire nel vetro
- Ceramica, porcellana e terracotta
- Contenitori per forno (vetro borosilicato/pyrex)
- Cristallo
- Bicchieri, stoviglie e oggettistica in vetro
- Lastre di vetro (consentite nelle isole ecologiche)
- Specchi
- Lampadine
- Vetro temperato per smartphone

Al fine di mantenere elevata la qualità del vetro raccolto è opportuno conferirlo negli appositi contenitori senza sacchetto, togliere i tappi delle bottiglie e i coperchi dei barattoli e svuotare i contenitori da eventuale contenuto. Non è invece necessario lavare i contenitori o rimuovere componenti difficilmente separabili come le etichette adesive o gli anelli e i dosatori delle bottiglie di olio o aceto.

## Procedure

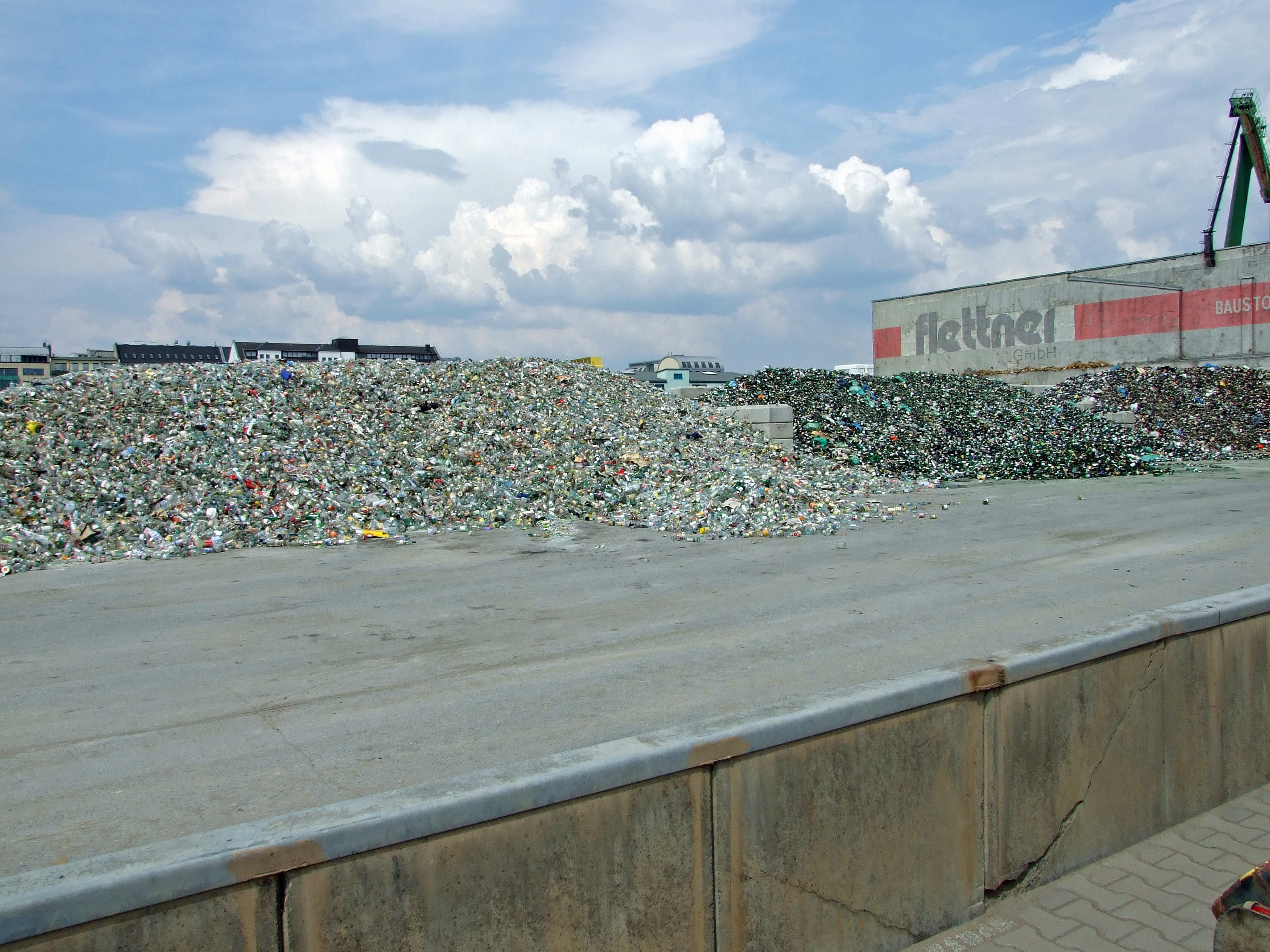
Un cumulo di rottami di vetro in attesa di essere riciclato.

Il rottame di vetro depurato è introdotto nel ciclo produttivo in una percentuale che va dal 10% del peso dell'impasto fino a quasi sostituire le altre componenti primarie. Grazie alla sua natura può essere rifuso infinite volte, consentendo un significativo risparmio energetico e di materie prime.

### Primo trattamento
Affinché il vetro raccolto possa essere riciclato in vetreria è necessario sottoporlo a un'operazione di selezione presso un impianto di trattamento specializzato.
Il trattamento è composto di varie operazioni di cernita, frantumazione, vagliatura. In particolare,  vengono eliminati nell'ordine:
- corpi estranei di grosse dimensioni
- frammenti di ceramica, porcellana, pietre, corpi metallici, plastica, ecc.
- corpi magnetici (ferro e acciaio)
- corpi leggeri (carta, alluminio, legno, ecc.)
- corpi metallici non ferrosi (alluminio, piombo, rame)
- corpi opachi

In particolare, l'efficienza nella separazione dei corpi opachi rappresenta un limite tecnologico alla nobilitazione del rottame: essendo costituiti ad esempio da prodotti non fusibili o con un punto di fusione più elevato rispetto a quello del vetro, quali ceramica, vetroceramica, porcellana, sassi, ecc. possono causare problemi nella fusione del vetro.

### Purezza
Il vetro ricavato dai materiali, subite le dovute operazioni, non è più un rifiuto ma una materia prima secondaria (o materia prima seconda).
In particolare si può denominare pronto a forno se rispetta precise specifiche merceologiche minime, in particolare se contiene una quantità di impurità inferiore ai parametri stabiliti dal DM 5/2/98 e successive modifiche e integrazioni tra cui:
- metalli magnetici < 0,002%;
- metalli amagnetici < 0,01% (< 0,003% per il rottame di vetro trasparente);
- ceramica e porcellana < 0,01% (il limite è più basso per alcune categorie);
- pietre < 0,02% (il limite è più basso per alcune categorie);
- materiali organici < 0,1%;
- umidità < 3% in peso;
- frazione sottovaglio (< 3 mm) < 5%;
- piombo < 0,3 ppm sull'eluato.

Per differenza, prescindendo dall'umidità e dalla frazione sottovaglio, il vetro dev'essere almeno il 99,85%. In questa quantità sono compresi i cosiddetti "altri vetri", anch'essi limitati dalla norma citata. Se non supera il "test" non è possibile mandarlo in vetreria
La legge disciplina anche l'uso del vetro per la produzione di materie prime secondarie per l'edilizia, i lavori stradali e altre attività affini, per i quali sono accettati vetri con impurezze molto più elevate.
Viceversa, per l'accettazione in vetreria i parametri di purezza devono rispettare solitamente vincoli più stringenti di quelli minimi imposti dalla legge (condizioni di capitolato in vetreria, tipicamente: vetro 99,932%, metalli magnetici 0,0005%, metalli amagnetici 0,0015%, ceramica e porcellana 0,008%, pietre 0,008%, materiali organici 0,05%).

### Fasi finali

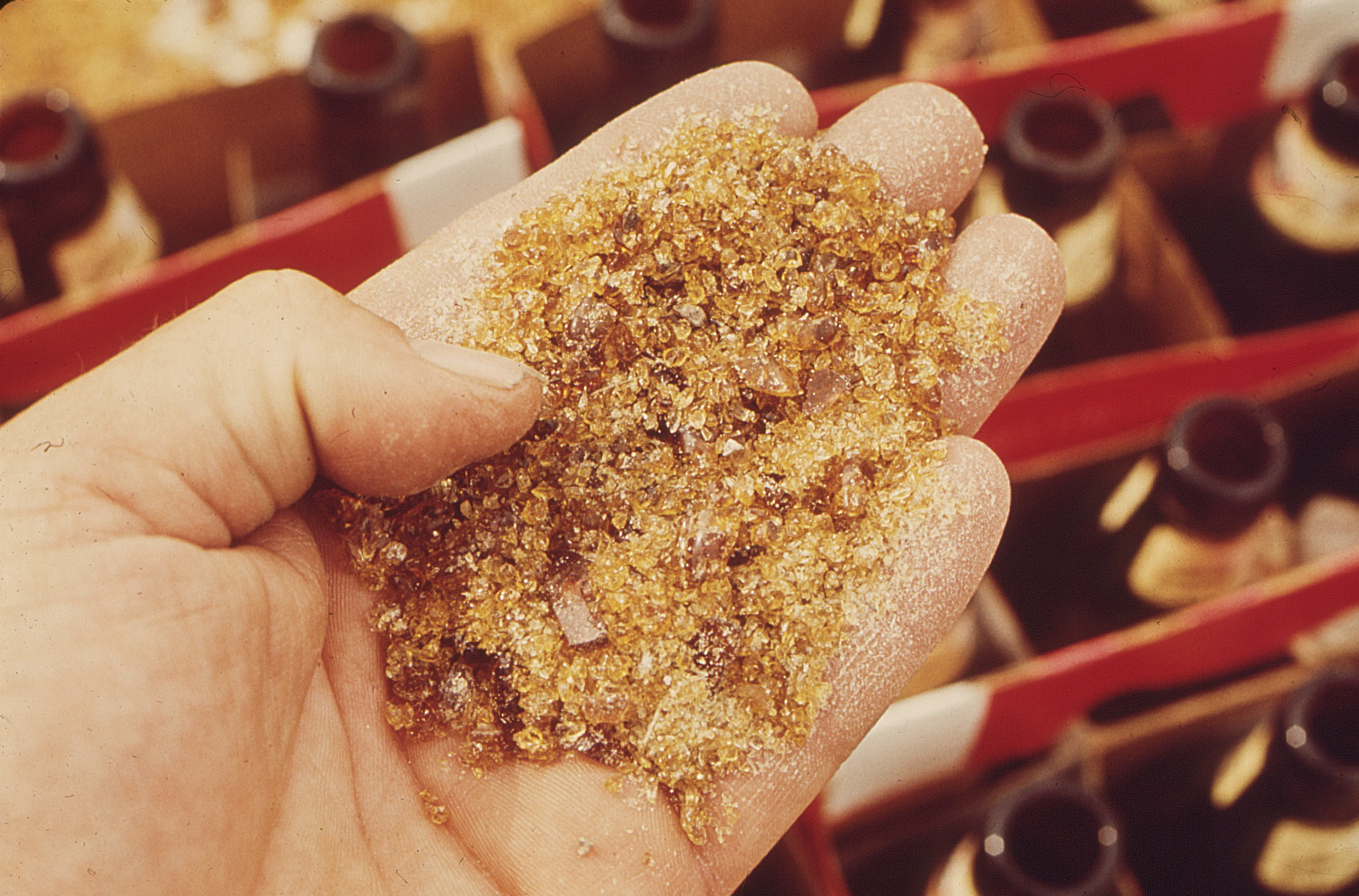

Dopo il trattamento, il vetro viene trasportato nell'impianto di produzione (vetreria) dove viene fuso e diventa un nuovo contenitore.
Finita questa fase, l'imballaggio di vetro viene portato negli impianti di imbottigliamento, dove vengono riempiti e tornano quindi alla rete distributiva.

## Prodotti

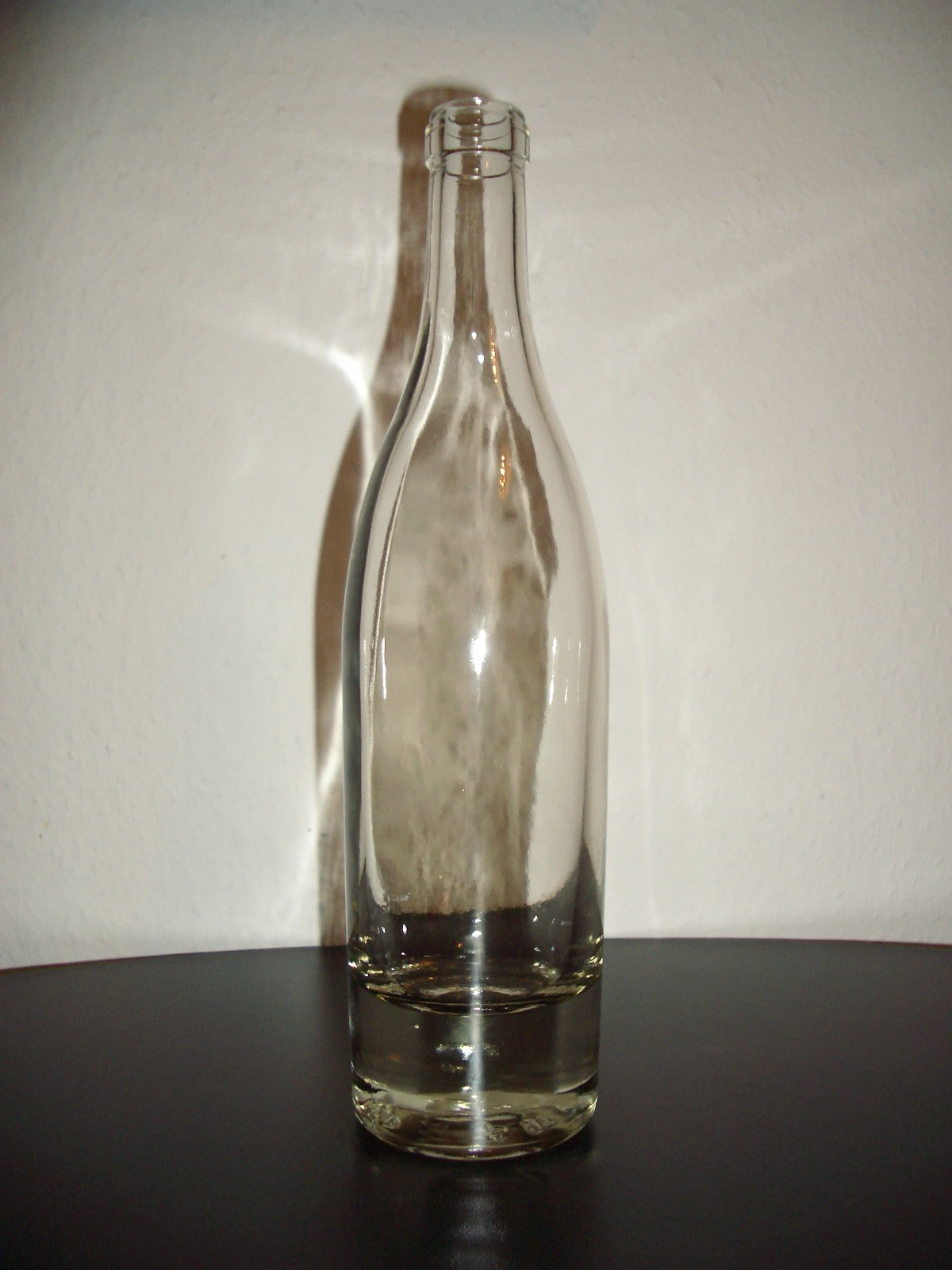
Una bottiglia di vetro

Il vetro è un materiale con molteplici applicazioni, sia industriali che domestiche:
- Vetro cavo: contenitori per alimenti, bevande, farmaci, cosmetici (imballaggi in vetro)
- Vetro piano: usato ad esempio negli edifici, in interni ed esterni
- Vetro artistico: oggetti d'arte, arredo, design
- Vetro auto: finestrature dei mezzi di trasporto
- Settori specializzati: ottica, fibre ottiche, chirurgia, lana di vetro.

## Riciclaggio del vetro nel mondo

### In Italia
A livello nazionale, esistono opportuni Consorzi di filiera, nati con il Decreto Ronchi, che si occupano del recupero di differenti frazioni merceologiche. Per gli imballaggi di vetro, tale entità è il Co.Re.Ve. (Consorzio Recupero Vetro), che ha il compito di gestire il ritiro dei rifiuti in vetro da raccolta differenziata, garantirne l'avvio al riciclo e predisporre le linee guida per le attività di prevenzione.
Nel 2009 il riciclo di imballaggi di vetro in Italia ha raggiunto quota 66% (1.362.000 t su un totale di 2.065.000). La raccolta differenziata, gestita per il 71% tramite il Co.Re.Ve., produce prevalentemente vetro "grezzo" e in parte minore vetro "pronto al forno".
La raccolta di tipo "misto", come avviene oggi in Italia, permette la produzione unicamente di vetro di colore marrone e verde limitando considerevolmente l'utilizzo del rottame di vetro. Un riciclaggio più efficiente sarebbe possibile mediante la separazione dei diversi colori di vetro: verde, marrone e bianco. La raccolta del vetro per colore è attualmente diffusa in Germania, Austria e Svizzera (in Italia solo in alcuni comuni del Friuli-Venezia Giulia).
Per completare il quadro, ogni anno vengono riciclate in Italia circa 200 t di vetro "non imballaggio" (vetro piano), prevalentemente incolore.

### In Europa
I dati 2009 forniti da FEVE confrontano il consumo di imballaggi di vetro con la raccolta e/o con quella parte di raccolta effettivamente inviata al riciclaggio.
La raccolta rispetto al consumo raggiunge più del 90% e più (fino al 96%) in Austria, Belgio, Paesi Bassi, Svezia e Svizzera. È interessante notare che, con la sola eccezione di Grecia e Cipro, anche i paesi con minori tassi di riciclaggio, tra quelli considerati (quasi tutti i paesi europei), raggiungono rapporti raccolta/consumo simili a quelli dell'Ungheria.
Ecco un confronto limitato ai paesi maggiori (raccolta/consumo; tra parentesi, inviato al riciclo/consumo):
1. Germania: 81%
2. Italia: 77% (66%)
3. Regno Unito: (62%)
4. Spagna: 67%
5. Francia: 63%
6. Polonia: 44%.

### Altri paesi
Negli Stati Uniti il riciclaggio delle bottiglie di vetro si attestava nel 2006 al 28% circa. Successivamente, nel 2009, hanno raggiunto risultati pari al 31%.